# 協和新村 (岡山)

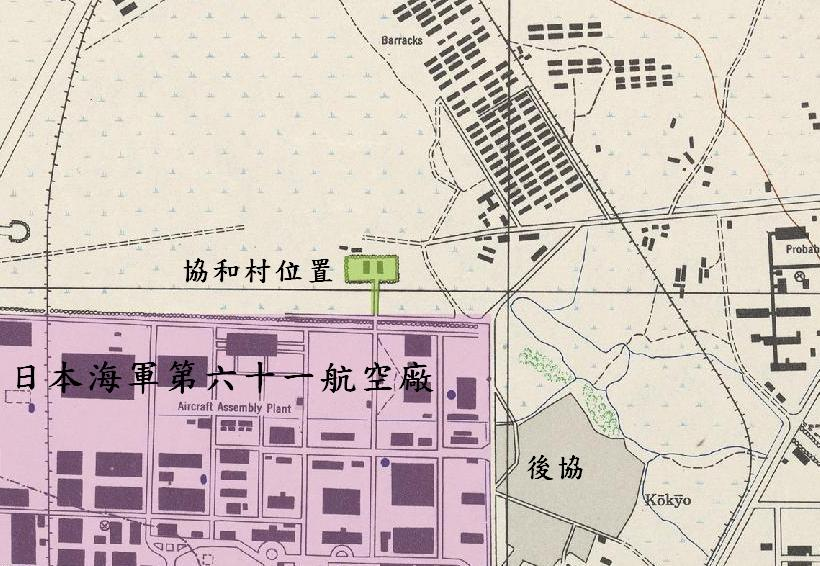
日本時代海軍第六十一航空廠
後來的協和村位置
舊後協聚落

協和村，又稱協和新村、協和一村、紅瓦厝仔，屬中華民國空軍通校的士官兵宿舍，位於臺灣高雄縣岡山鎮（今高雄市岡山區）後協里，是岡山鎮原有的18座眷村中較小的一座。協和村建於1949年7月，位於空軍通信電子學校北側，2007年拆除，居民遷至勵志新城。

## 歷史
協和村的位置原為後協聚落的一部分。明朝時，鄭成功實行屯田制，將軍隊分派於各個駐防地，推行兵農合一的軍隊屯墾。其中，右虎衛後協的名稱遺留成為後來清代後協莊的聚落名稱。
第二次世界大戰時期，後協庄的西側設立了海軍第六十一航空廠，航空場的北側突出一部，建造房舍，作為航空廠的官舍，村境大略呈甲字型，出入口朝南，與空軍航空技術學院側門對接。
1949年，中國國民黨在國共內戰連連敗退，中華民國政府遷往臺北，空軍機校由成都遷往岡山，並在岡山先後建立了22個眷村。
協和村原聚落屬於舊後協的一部分，只有數戶，漢人聚落屋頂多為紅瓦，因此稱為紅瓦厝仔。1949年空軍機校由四川省成都遷至高雄岡山，為了安置眷屬，徵收該地成立協和一村，該眷村為臨時搭建的竹編土牆平房和日治時期的日式宿舍黑瓦不同，當地人最初仍稱這個眷村為「紅瓦厝仔」。協和村為空軍通校士官兵宿舍，面積0.6914公頃:9，2004年時眷戶40戶，有岡山豆瓣醬之父之稱的劉明德曾定居過此眷村。後來無人使用「紅瓦厝仔」的稱法。協和村於2007年拆除，居民移住勵志新城，原址閒置。